# Heterotmarus altus
Heterotmarus
Genre
Espèce
Heterotmarus altus, unique représentant du genre Heterotmarus, est une espèce fossile d'araignées aranéomorphes de la famille des Thomisidae.

## Distribution
Cette espèce a été découverte dans de l'ambre de la République dominicaine. Elle date du Néogène.

## Publication originale
- Wunderlich, 1988 : Die Fossilen Spinnen im Dominikanischen Bernstein. Straubenhardt, Deutschland, p. 1-378.